# Elattoneura tarbotonorum
Elattoneura tarbotonorum  (лат.) — вид стрекоз из семейства плосконожки (Platycnemididae).
Экваториальная Африка: Ангола (Huila Province).

## Описание
Мелкого размера стрекозы (окраска голубая и коричневая с жёлтыми отметинами). Длина тела около 2 см, крылья менее 2 см (менее 59% от тела). Обнаружены вдоль открытых скалистых горных речных потоков на высотах около 2000 м вместе с видами стрекоз Pseudagrion greeni Pinhey, 1961 и эндемичным Chlorocypha bamptoni Pinhey, 1975.
Вид был впервые описан в 2015 году в ходе ревизии африканских стрекоз, проведённой энтомологами Клаасом Дийкстра (Klaas-Douwe B. Dijkstra; Naturalis Biodiversity Center, Лейден, Нидерланды), Йенсом Киппингом (Jens Kipping; BioCart Environmental Consulting, Taucha/Лейпциг, Германия) и Николасом Мезьером (Nicolas Mézière; Куру, Французская Гвиана). Видовое название дано в честь зоологов Уорвика Тарботона (Warwick Tarboton) и его жены Михель (Michèle), внёсших вклад в изучение стрекоз Африки и собравших типовую серию.